# فروتس بسکت
فروتس بسکت (به ژاپنی: フルーツバスケット Furūtsu Basuketto، به انگلیسی: Fruits Basket) یک مجموعه مانگا شوجو ژاپنی است که توسط ناتسوکی تاکایا نوشته و طراحی شده‌است. این مانگا توسط انتشارات هاکوسنشا بین سال‌های ۱۹۹۸ تا ۲۰۰۶، در مجله ژاپنی هانا تو یومه به چاپ می‌رسید.
یک مجموعه تلویزیونی انیمه ۲۶ قسمتی نیز توسط استودیو دین و به کارگردانی آکیتارو دایچی بر پایه این مانگا ساخته شد که از ژوئیه تا سپتامبر ۲۰۰۱ در کانال تی‌وی توکیو پخش گردید. فصل دوم سری انیمه نیز به کارگردانی یوشیهیده ایباتا قرار است از آوریل ۲۰۱۹ پخش شود.